# Agudos do Sul
Agudos do Sul is een gemeente in de Braziliaanse deelstaat Paraná. De gemeente telt 8.735 inwoners (schatting 2009).

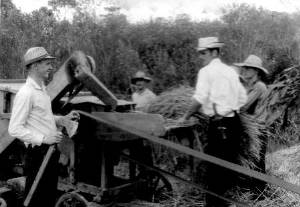
Historische afbeelding uit Agudos